# Georges Simenon
Georges Joseph Christian Simenon (13. února 1903 Lutych – 4. září 1989 Lausanne) byl belgický spisovatel detektivních a psychologických románů. Tvůrce komisaře Maigreta.

## Život
Kvůli otcově nemoci nedokončil středoškolská studia a začal pracovat jako cukrářský učeň, příručí v knihkupectví a v 16 letech jako novinář v místních novinách. V roce 1923 odešel do Paříže, kde začal psát do deníku Le Matin. Deset let zde psal pod různými pseudonymy velké množství sešitových románů. V Paříži ho v jeho další literární činnosti ovlivnila francouzská spisovatelka společenských románů Colette. Nejprve psal psychologické romány, později v roce 1930 začal psát také detektivní romány s hlavní postavou komisaře Maigreta. Často cestoval, po válce žil v Kanadě a v USA, ve Francii a ve Švýcarsku. Napsal více než 200 románů a 150 kratších povídek. Jeho romány byly přeloženy do mnoha jazyků světa a desítky z nich byly zfilmovány. Pouze postavu komisaře Maigreta ztvárnilo po celém světě postupně nejméně 29 filmových a televizních herců, tři z nich ve třech rozsáhlých televizních seriálech, snad nejznámější z nich byl francouzský herec Jean Gabin, který si tuto postavu zahrál ve třech celovečerních hraných filmech.

## Dílo
- Marie du Port (1945)